# Čertova stráň
Čertova stráň je přírodní rezervace v okrese Prachatice. Nachází se v Boubínské hornatině, v zaříznutém kaňonovitém údolí Boubínského potoka. Je součástí CHKO Šumava. Byla vyhlášena v roce 1992 a rozkládá se na ploše 20,34 ha. Předmětem ochrany jsou mozaiky přírodních bučin, jedlin a smrčin propojených smíšenými porosty vytvořených na strmých skalnatých svazích a jejich suťových polích. Les je dlouhodobě ponecháván bez hospodářského využití. Cílem ochrany je sledování přirozeného vývoje lesa.

## Přírodní poměry

### Geologie a geomorfologie
Kaňon Boubínského potoka je vyhloubený v metamorfovaných horninách šumavského moldanubika – převážně v cordierit-biotitickém migmatitu flebit-stromatitového až nebulitového typu a v jihozápadní části v sillimanit-biotitické migmatitizované pararule. Na dně kaňonu, bočních roklin a na úpatí svahů je skalní podklad překryt deluviálními a deluviálně kongeliflukčními hlinitopísčitými a hlinitokamenitými sedimenty. V nivě potoka jsou naplaveny fluviální hlinité písky a štěrkopísky.
Strmé svahy údolí Boubínského potoka jsou modelovány periglaciálním zvětráváním, které zde vytvořilo četné mrazové sruby a svahové sutě. Svahy jsou přerušeny několika roklemi bočních levostranných přítoků. Z potočního dna ve výšce 650 m až 780 m se svahy nad levým břehem zvedají až na Stréblův vrch (904 m) a Černý les (906 m) a nad pravým břehem na Čertovu stráň (862 m) a Vysokou (899 m). Pod Stréblovým vrchem hloubka kaňonu dosahuje 170 m.